# Graptemys ouachitensis
Graptemys ouachitensis là một loài rùa trong họ Emydidae. Loài này được Cagle mô tả khoa học đầu tiên năm 1953.

## Hình ảnh

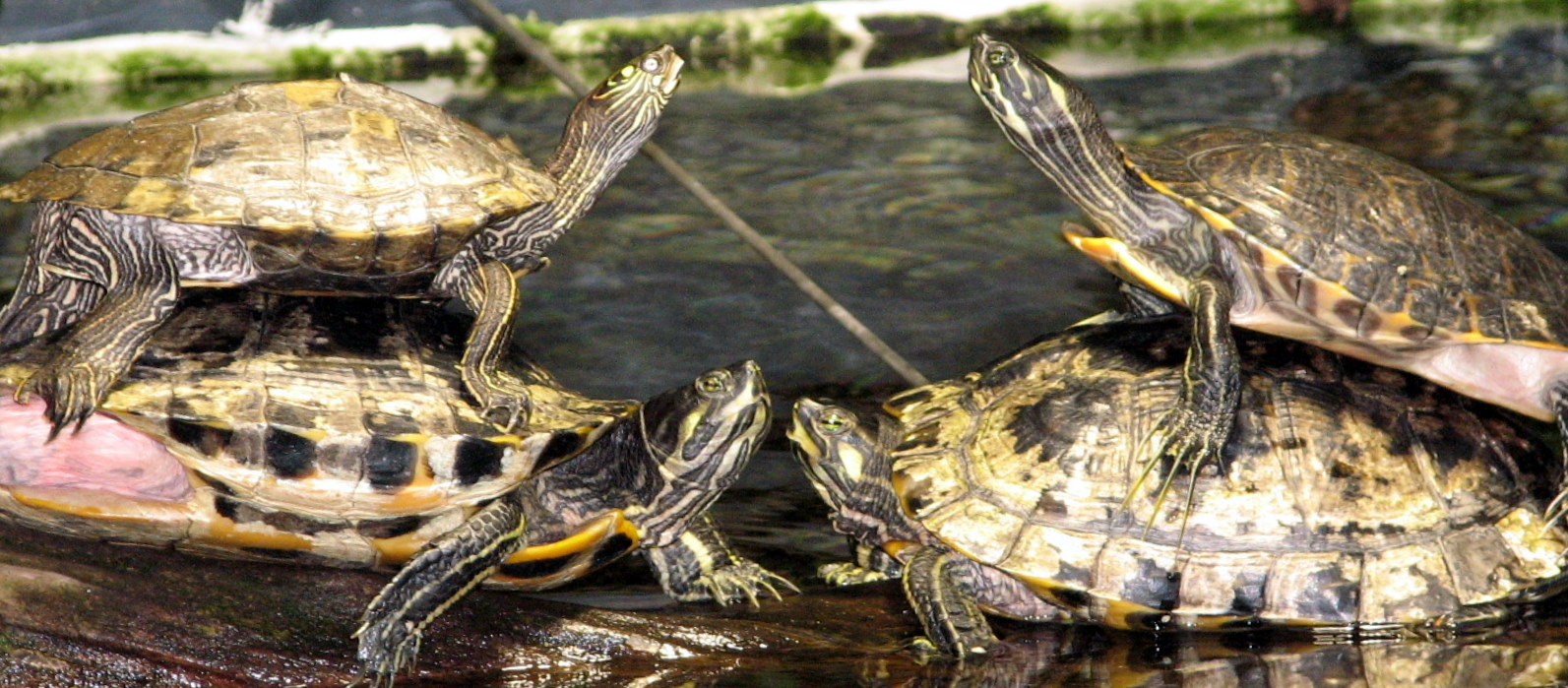